# 金惠子 (歌手)
金惠子（韓語：김혜자；1938年2月28日—），以其藝名Patti Kim（韓語：패티 김）更為人所知，是一位韓國歌手。她於1959年出道，並在1960年代和1970年代“統治了該國的娛樂界”。隨著日本對朝鮮的佔領結束，她是第一位在日本、拉斯維加斯以及《約翰尼·卡森秀》上演出的韓國歌手。金惠子於2013年退休。

## 事業
1959年，金惠子從首爾中央女子高中畢業一年後，以歌手身份在第八美國陸軍的一個舞台上出道。1963年，在作曲家朴春錫的推薦下，金惠子演唱了《愛的誓言》，這首歌是對Till的改編，並贏得了廣泛的聲譽。同年，她有機會在美國的拉斯維加斯一個舞台上演唱。與著名作曲家、她的第一任丈夫吉屋潤合作，金惠子推出了許多熱門歌曲和專輯：包括《春天一過便不見》、《愛的頌歌》、《親愛的瑪麗亞》、《別忘了你》。在1972年結束婚姻之前，他們共製作了約70張專輯，約500至600首歌曲。
1978年，金惠子成為第一位在世宗文化中心舞台上演出的韓國流行歌手，當時該舞台只允許古典音樂家演出。1989年，她在紐約卡內基音樂廳舉行了一場演出。1996年，她被南韓政府授予了享有盛譽的華冠文化功勳，成為金正固和李美子之後的第三位獲此殊榮的歌手。